# Dziedzictwa planety Lorien
Dziedzictwa planety Lorien – cykl siedmiu książek science-fiction dla młodzieży pomysłu Jamesa Freya, Jobie Hughesa i Grega Boose’a, tworzących wraz z innymi autorami pod wspólnym pseudonimem literackim Pittacus Lore. Seria stworzona w firmie kreatywnej Full Fathom Five i wydawana na rynku amerykańskim przez HarperCollins od 2010 do 2016 roku. W Polsce pierwsze trzy części ukazały się nakładem G+J Książki, a dwie kolejne nakładem Burda Publishing do 2015 roku.

## Książki z serii
Cykl książek swoją premierę w USA miał 3 sierpnia 2010 roku wraz z wydaniem pierwszej części pt. „Jestem Numerem Cztery” (pol. wydanie: 24.02.11). Seria pierwotnie planowana jako sześcioczęściowa, ostatecznie zamknęła się w siedmiu. Na polskim rynku, ze względu na zmianę katalogu wydawniczego przez Burda, ukazało się pierwsze pięć tomów, ich premiery miały miejsce zwykle pół roku od premiery oryginałów.
W kolejności chronologicznej (w nawiasach premiery amerykańskie):
- Jestem numerem Cztery (ang. I Am Number Four) – 24.02.2011 (03.08.2010)
- Moc sześciorga (ang. The Power of Six) – 25.01.2012 (23.08.2011)
- Droga Dziewiątego (ang. The Rise of Nine)  – 20.02.2013 (21.08.2012)
- Przegrana numeru Piątego (ang. The Fall of Five) – 05.02.2014 (27.08.2013)
- Zemsta Siódmej (ang. The Revenge of Seven) – 18.02.2015 (26.08.2014)
- The Fate of Ten (01.09.2015)
- United as One (28.06.2016)

Oprócz tomów głównych ukazywały się także nowele towarzyszące – Zaginione Kartoteki (ang. The Lost Files), zawierające historie postaci pobocznych i rozgrywające się w przeszłości względem zdarzeń opisywanych w głównym nurcie fabularnym lub ukazujących wydarzenia z innej perspektywy (sojusznika lub wroga). Ukazywały się w równych odstępach pomiędzy premierami głównych części cyklu. Na rynku amerykańskim miały format cyfrowy oraz papierowy w formie zbiorczej (3 nowele jako jedna książka). W Polsce ukazało się pojedynczo pięć pierwszych Kartotek w formie drukowanej i elektronicznej.
W kolejności chronologicznej, z podziałem na tzw. fazy:
- faza 1, Loryjczycy – Numer Sześć, Numer Dziewięć, Utracone Dziedzictwa
- faza 2, Nieznane Historie – W poszukiwaniu Sama, Ostatnie dni Lorien, The Forgotten Ones
- faza 3, Niespodziewany wróg – Five's Legacy, Return to Paradise, Five's Betrayal
- faza 4, Sprzymierzeńcy – The Fugitive, The Navigator, The Guard
- faza 5, Godzina zero – Legacies Reborn, Last Defense, Hunt fo the Garde.

## Ekranizacja
W 2011 roku studio filmowe DreamWorks przygotowało adaptację pierwszej części cyklu pt. „Jestem numerem Cztery”. Ze względu na chłodne przyjęcie przez widzów i krytyków oraz słaby wynik finansowy na rynku amerykańskim (przy budżecie 50 mln dolarów produkcja zarobiła jedynie 55 mln) plany na przeniesienie na ekran kolejnych części zostały zamrożone.

## Spin-off
W czerwcu 2017 roku na rynek amerykański trafi pierwsza powieść (Generation One) z nowego cyklu pt. Lorien Legacies Reborn, będącego kontynuacją, a zarazem spin-offem Dziedzictw Lorien. Potwierdzone zostało, że w ramach Reborn ukazywać się będą części główne oraz nowele-pośredniki.